# John Woolrich
John Woolrich, né le 3 janvier 1954 à Cirencester, Grande-Bretagne, est un compositeur anglais habitant la région Occitanie en France.

## Biographie
John Woolrich a une approche pratique de la composition - il a fondé un groupe (the Composers Ensemble), un festival (Hoxton New Music Days) et a été compositeur en association avec Orchestra de l'église Saint-Jean (en) et l'Orchestre symphonique Britten (en).
Ses collaborations fructueuses avec le Groupe de musique contemporaine de Birmingham (en) ont conduit à sa nomination en 2002 au  titre d’artiste associé . Il a été directeur artistique invité du festival d'Aldeburgh en 2004 et directeur artistique associé du festival de 2005 à 2010 . De 2010 - 2013, Woolrich a été nommé directeur artistique de l'École d'été internationale de Dartington (en) et professeur de musique à l'Université Brunel. Depuis 2013 il est directeur artistique de Mirepoix Musique, France.
Woolrich a été décrit comme 'maître de la surprise et de la variation', et un certain nombre de préoccupations sont récurrentes dans sa musique: l'art de la transcription créative - Ulysses Awakes (en), par exemple, est une recomposition d'un aria de Monteverdi et The Theatre Represents a garden : Night est basé sur des fragments de Mozart. La fascination pour les processus de la machinerie et la mécanique, entendus dans de nombreuses pièces, notamment  dans The Ghost in the Machine et The Barber's Timepiece.
Tout au long des années 1990, Woolrich a eu une série de commandes orchestrales, qui ont abouti à certaines de ses œuvres les plus significatives: ses concertos pour alto, hautbois et violoncelle. Un CD des concertos pour alto et hautbois sous le label NMC a attiré une attention particulière et a été élu  «enregistrement de la semaine» sur la BBC Radio 3. D'autres pièces ont été écrites au cours de cette période, dont  The Ghost in the Machine, créée au Japon par Andrew Davis et l'Orchestre symphonique de la BBC, Contradanse joué par l'Academy of St Martin-in-the-Fields à l'Opéra-Comique, Paris et Si Va Facendo Notte commandée par le Barbican Centre pour célébrer le Mozart European Journey Project .
Parmi ses compositions récentes, il y a  Capriccio pour violon et cordes, commandée par l'Ensemble écossais (en) pour le BBC Proms en 2009, Between the Hammer and the Anvil, pour le London Sinfonietta, un concerto pour violon, pour Carolin Widmann et l'Orchestre symphonique du Nord (en), et Falling Down, un concerto pour contrebasson commandé pour l'Orchestre symphonique de Birmingham.

## Prix et récompenses
- Élu  « Compositeur de la semaine » par la BBC Radio 3 en mars 2008[9]

## Œuvres
- Ulysses Awakes (1989)
- The Ghost in the Machine (1990)
- A Farewell (1992)
- Viola Concerto (1993)
- Oboe Concerto (1996)
- Sestina (1997)
- Cello Concerto (1998)
- A Shadowed Lesson (1999)
- Bitter Fruit (2000)
- Spring in Winter (2001)
- Going a Journey (2006)
- Violin Concerto (2008)
- Whitel's Ey (2008)
- Falling Down (2009)
- Capriccio (2009)
- Pluck from the Air (2013)
- The Tongs and the Bones (2014)

## Source de la traduction
- (en) Cet article est partiellement ou en totalité issu de l’article de Wikipédia en anglais intitulé « John Woolrich » (voir la liste des auteurs).